# 장 오가노이드
장 오가노이드는 1차 조직 및 줄기세포(성체줄기세포, 배아줄기세포, 유도만능줄기세포)로부터 계통발생 과정을 모방하는 분화 기법과 3차원 세포 배양을 기술을 통해 다양한 세포가 패턴화되어 생체 내 장의 일부 특성을 가지는 오가노이드이다. 자가 재생 및 자가 조직화가 가능한 장 오가노이드는 장을 구성하는 상피세포 4종(장 상피세포(enterocytes), 배상세포(goblet cells), 장내분비세포(enteroendocrine cells), 파네스 세포(paneth cells))과 장 줄기세포(intestinal stem cells, ISCs)로 구조화되어 인체와 근접한 생리활성을 지닌다.

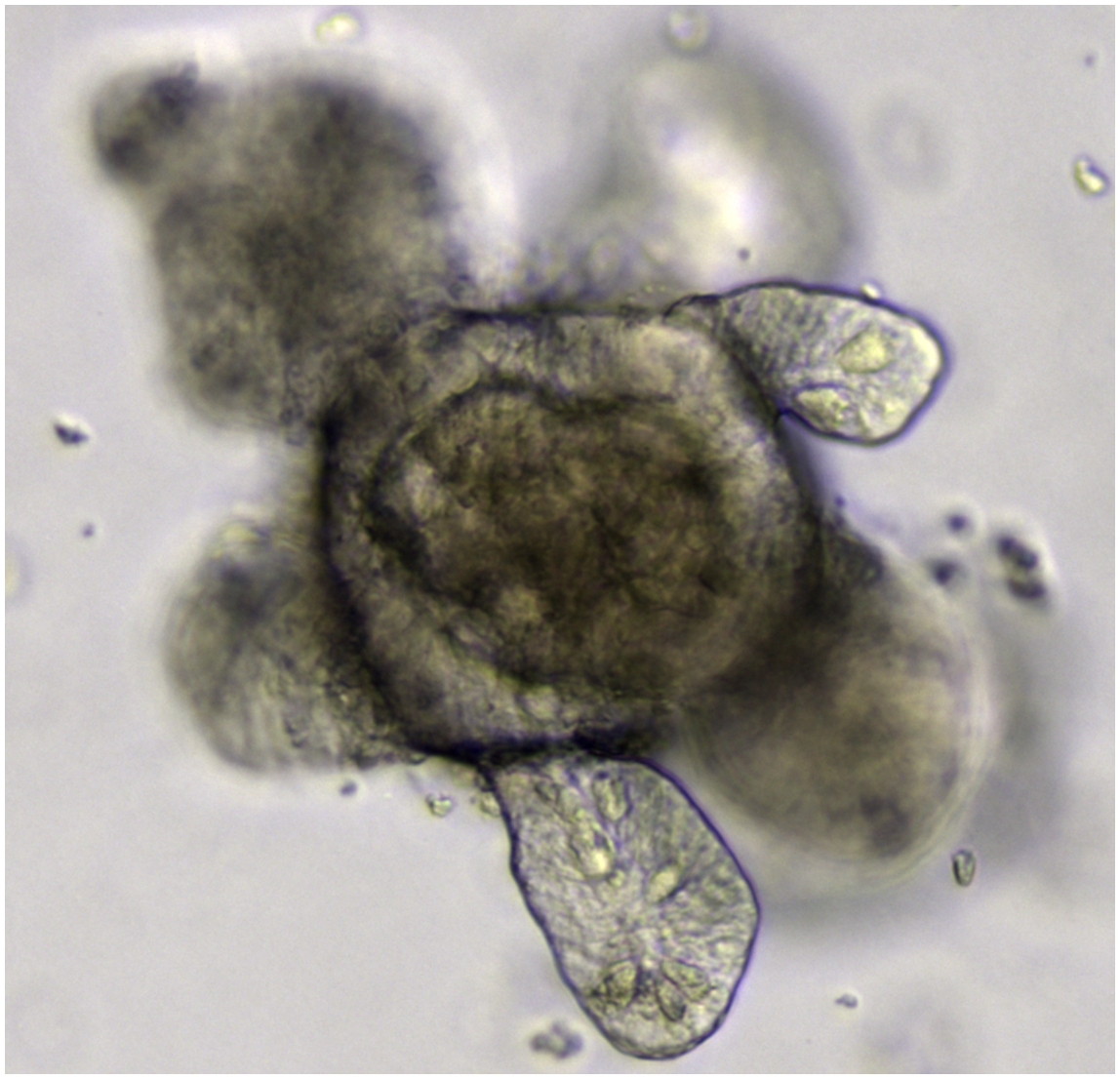
Lgr5 + 줄기 세포로부터 유래한 장 오가노이드

## 오가노이드 제작 배경
- 2차원의 평평한 플라스틱 배양접시에 세포를 배양하고, 그 위에서 여러 반응들을 관찰하는 2차원 세포 배양은 생체 내 3차원 구조 및 특성을 반영하기 어려움.
- 다양한 세포로 구성된 체내 환경을 모방하기 위하여 최대 2종의 세포를 공배양 하였으나 인체의 구조와 기능을 모방하기에는 제한이 있음.
- 생체 내 생명 현상을 모사하기 위하여 다양한 실험동물 모델을 사용하였으나 인간과 동물 사이에 존재하는 종간 차이가 크고, 최근 유럽을 중심으로 동물 실험 규제가 확대될 것이므로 대안 연구가 절실함.

## 소장의 구조적 특성
인간 장은 재생(regenerastion)이 활발하게 일어나는 장기로, 장 상피(intestinal epithelium)에는 분화된 세포 종류인 4종의 장 상피세포와 이를 계속해서 공급하는 장 줄기세포(intestinal stem cells, ISCs)로 구성되어 있다. 인간의 장 상피(intestinal epithelium)는 내강(lumen) 쪽의 최전선에 위치하는 상피세포로써 4종의 분화한 상피세포로 구성되어있다. 4종의 상피세포는 장 상피 중 가장 높은 비율을 차지하며, 음식물 소화 및 영양분 흡수 역할을 하는 장 상피세포(enterocytes), 점액을 분비하는 배상세포(goblet cells), 호르몬 유사 물질을 분비하는 장내분 비세포(enteroendocrine cells), 데펜신(defensin)유사 항균펩티드(cryptidin)을 만드는 파네스 세포(paneth cells)이다.

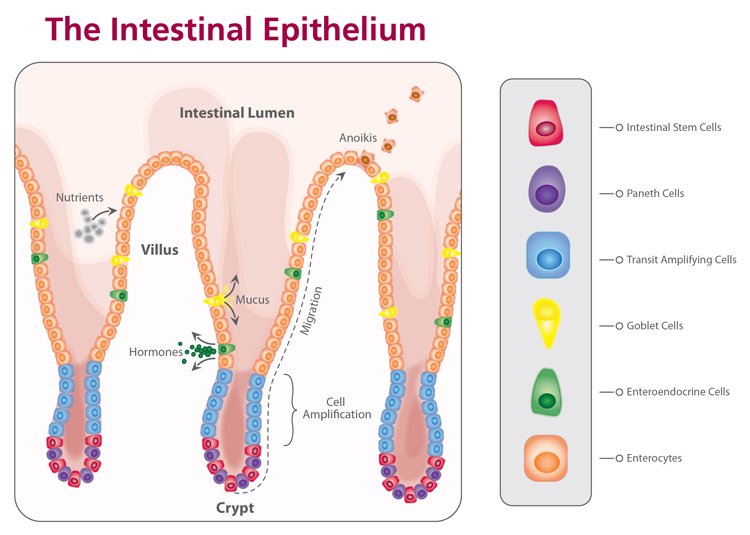
소장 상피 세포도

## 장 오가노이드 개발 및 역사
2009년 한스 클레버스 박사 연구팀에서 최초로 장 오가노이드 시스템을 확립하였다.이전 방법과 달리, 내인성(endogeneous) 장 줄기세포의 주변미세환경 구성요소를 활용하여 마우스 및 인체의 Lgr5+ 장 줄기세포 및 장 움(crypt)으로부터 추출한 상피줄기세포의 성장을 장기간 유지할 수 있는 안정적인 배양 시스템을 제공했다. Lgr5+ 장 줄기세포 및 장 움(crypt)으로부터 추출한 상피줄기세포는 Wnt(Frizzled/LRP 리간드), Noggin(BMP 저해 인자), R-spondin(Lgr4/5 수용체 리간드, Wnt 길항제로 작용), EGF(상피 성장인자)를 주요 니치(niche, 미세 환경) 성분으로 하는 배지와 메트리젤(Matrigel, 생체 기질 환경) 지지체 안에서 실제 소장 구조를 모사한 조직으로 3D 배양된다. 이 방법으로 형성된 장 오가노이드는 장 움(crypt-like) 및 융모(villus-like)-유사 도메인을 가진 3차원 조직 구조를 재현하였으며, 줄기세포와 전구세포(progenitor) 및 분화된 세포 유형 전체를 포함하고 있다.

## 장 오가노이드의 종류

### 1차 조직으로부터 만든 장 오가노이드
마우스 장으로부터 LGR5+ 장 줄기세포를 분리하여 한스 클레버스 박사 연구팀이 개발한 배지 조건과 메트리젤 안에서 장 오가노이드를 형성하였다. 이 시스템으로 장(intestine) 오가노이드 외에, Lgr5+ 줄기세포를 포함하는 대장(colon), 위장(stomach) 및 간(liver) 오가노이드를 형성할 수 있게 되었다.

### 배아줄기세포(ESC)와 유도만능줄기세포(iPSC)로부터 만든 장 오가노이드
이 방법은 얻기 힘든 시료(1차 조직)를 이용하지 않는 장점이 있지만, 배아줄기세포와 달리 유도만능줄기세포는 체세포로부터 역분화 과정을 거쳐야 하므로 추가 단계가 필요하다. 유도만능줄기세포는 2006년 야마나카 신야 박사 연구팀에서 개발하였으며, 피부세포와 같은 체세포에 역분화를 일으키는 4가지 특정 유전자(Oct4, Sox2, Klf4, c-Myc)의 발현을 통해 다능성을 갖게 된다.
배아 및 유도만능줄기세포를 진정 내배엽(definitive endoderm), 후장(hindgut), 장세포(intestinal cells)의 단계를 거치는 단계별 조직-특이적 분화 인자에 노출시키고, 메트리젤 안에서 3D 배양법을 적용하여 장 오가노이드를 생성할 수 있다. 배아 및 유도만능줄기세포의 Activin A를 통해 TGF-β 신호 전달을 자극하여 내배엽을 형성한 후, FGF4와 WNT3A(or CHIR99021)를 처리하여 후장(hindgut) 및 장세포(intestinal cells)로의 분화를 촉진하였다. 이 후 Noggin, R-spondin, EGF를 포함하는 하는 배지와 메트리젤 내에서 장 오가노이드가 형성되었다.

## 장 오가노이드의 활용

### 조직 발생 및 줄기세포 생물학 연구
체계적인 세포의 분화 과정을 통해 만들어진 장 오가노이드는 조직 발생 연구에 활용될 수 있으며, 3D 장 오가노이드 배양법과 세포 라벨링(cell labeling), 클론 분석(clonal analysis)를 통해 줄기세포의 동적인 상태에 대한 연구가 용이하다.
- 장 움(crypt)에 있는 Lgr5+ 장 줄기세포의 분열 방식과 군집 유지 관계 연구[7][8]
- 파네스 세포(Paneth cells)의 고갈에 따른 Lgr5+ 장 줄기세포의 손실 연구[9]

### 사람 질환 연구
환자의 장 줄기세포로부터 생성된 오가노이드는 CRISPR/Cas9 유전자 편집 기술을 이용하여 질병 모델링이 가능하며, 장 질환에 관련된 세포의 메커니즘을 연구하는 데 사용될 수 있다.
- 세포증식 및 세포사멸 메커니즘 연구[11] (관련 질환: 크론병(Crohn`s disease), 궤양성대장염(Ulcerative colitis), 소아 지방변증(Coeliac disease) 등)
- 장 오가노이드를 이용한 암 메커니즘 연구[12][13]
- 숙주-미생물 간의 상호작용 연구 (장 오가노이드의 내강(lumen)에 병원성 박테리아 주입(enteric infection) 모델 이용)[14]

### 치료제와 약물 개발
3D에서 다양한 조건의 약물 스크리닝이 가능하며, 환자 유래 오가노이드를 이용하여 환자-맞춤형 치료법 개발에 중요한 자원이 될 수 있다.

### 유전자 치료 및 재생의학
CRISPR/Cas9 유전자 편집 기술을 이용하여 유전자 교정 및 오가노이드 동종 이식을 통한 치료가 가능하다.

## 향후 개발 및 적용
장 줄기세포가 ex vivo로 배양될 수 있다는 최초의 보고 이래로, 장 오가노이드 배양 기술이 다른 종류의 조직에도 적용될 수 있음이 보고되었다.
오가노이드는 개체 발달과정을 모사하는 적합한 모델로써 다양한 세포종이 패턴화 및 구조화되어 체내의 생리활성과 근접한 장점이 있다. 하지만 현재의 장 오가노이드는 유전자 발현패턴 및 기능적으로 성숙되지 않은 태아의 장(미성숙한 장)과 유사한 특성을 보여주는 한계를 갖는다. 이를 극복하기 위하여 배양 방법을 좀 더 성체-특이적으로 수정하고, 정제된 ECM(세포외기질)을 개발한다면, 상당히 정교하고 재현성 있는 배양 모델이 등장할 것이다. 또한 오가노이드 기술은 현재의 기술(CRISPR/Cas9, 3D printing)과 시너지를 일으켜 다양한 기능과 적용을 이끌어 낼 수 있을 것이다.